# Triniterre
Albums de Plume Latraverse
Plume pou digne
Triniterre est le premier album de Plume Latraverse, sorti en 1971 lorsqu'il fait partie du groupe La Sainte Trinité. Il fut réédité sous le nom La Sainte Trinité en 1974, sous celui Album souvenir en 1982 et sous celui Les Titres d'or en 1993. Il est l'unique album du groupe La Sainte Trinité, alors composé de Pierre Landry, Michel Latraverse et de Pierre Léger. D'autres musiciens figurent dans l'enregistrement de l'album.

## Liste des titres
| 1.    | Chez Dieu                       | 3:21 |
| 2.    | Conjugaison                     | 1:50 |
| 3.    | Ti-Jésus                        | 0:29 |
| 4.    | Bleu comme un char de bêu       | 6:34 |
| 5.    | Valse bretonne                  | 0:37 |
| 6.    | À moi les étoiles               | 6:35 |
| 7.    | Le Picnic sur le Métropolitain  | 2:42 |
| 8.    | U.J.O.S.Q.                      | 2:11 |
| 9.    | Agatha                          | 1:51 |
| 10.   | Si un jour je reviens sur terre | 3:03 |
| 11.   | À même la vie/Poème/Accroché    | 9:53 |
| 38:05 |                                 |      |